# Schwarzer Faden
Schwarzer Faden (SF) war eine vierteljährlich erscheinende anarchistische Zeitschrift. Sie erschien von Mai 1980 bis Juli 2004.

## Geschichte
Gegründet wurde der Schwarze Faden auf der 1976 gegründeten Frankfurter Gegenbuchmesse 1979 von Mitarbeitern des Trotzdem Verlags (Reutlingen), des Verlags Büchse der Pandora (Münster) sowie Vertretern der I-FAU und der Zeitschrift Graswurzelrevolution.
Der Vertrieb erfolgte durch den Trotzdem Verlag, die Redaktionstreffen fanden zunächst in Reutlingen, später in Grafenau bei Stuttgart statt. 1983 rief die SF-Redaktion das anarchistische Forum für libertäre Informationen (FLI) ins Leben, das jahrelang ein oder zwei überregionale anarchistische Diskussionstreffen organisierte. Im FLI sollten die Inhalte der Zeitschrift vordiskutiert werden. 1988 zog sich jedoch die Redaktion aus dem FLI wieder zurück.
Seit Mitte der 1980er Jahre öffnete sich die Redaktion zunehmend auch gegenüber den Autonomen, was kontrovers diskutiert wurde. Von 1986 bis zum Ende trug der Schwarze Faden den Untertitel Zeitschrift für Lust und Freiheit.
1990 erreichte die Zeitschrift ihren publizistischen Höhepunkt, den sie etwa fünf Jahre halten konnte; die Auflage war von 900 auf 3200 Exemplare (Nr. 50) kontinuierlich angestiegen. Die Vertriebsstruktur erreichte zahlreiche linke Buchläden und Wiederverkäufer, die Abonnentenzahl war auf fast 1000 angewachsen. Vor diesem Hintergrund übernahm der SF eine „Patenschaft“ für die anarchistische Zeitschrift Agitación in Argentinien.
Ab 1996 bis zur Einstellung im Jahr 2004 entwickelte sich die Auflage wieder auf 2500 zurück. Zwar blieben die Abo-Zahlen relativ konstant, aber die Umwandlung des ursprünglich weit verbreiteten linken Buchhandels und der Zwang für viele Läden, „die unrentablen Zeitschriftenregale“ aufzugeben, ließ die Verbreitung in vielen Städten einbrechen. Im Jahr 2001 wurde der gemeinnützige Bildungsverein zur Verbreitung libertärer Informationen gegründet, der für kurze Zeit zur organisatorischen Basis der Zeitschrift werden sollte, weil das Redaktionskollektiv der Zeitschrift bei der Umwandlung des Trotzdem-Verlags in eine Genossenschaft eigenständig weiterarbeiten wollte.
1995 erschien ein Register der ersten 50 regulären Ausgaben und der ersten drei Sondernummern als 74-seitige Broschüre und als Word-Datei auf Diskette. Zu den regelmäßigen Autoren und Übersetzern gehörten Bernhard Arracher, Jörg Auberg, Uri Avnery, Klaus Bittermann, Janet Biehl, Stefan Blankertz, Horst Blume, Murray Bookchin, Ulrich Bröckling, Noam Chomsky, Hans-Jürgen Degen, Gregor Dill, Bernd Drücke, Winand Ehls, Gruppe Demontage Hamburg, die Gruppe Revolutionsbräuhof Wien, Egon Günther, Hellmut G. Haasis, Jutta Hackland, Wolfgang Haug, Johannes Hilmer, Jan Jacob Hofmann, Heinz Hug, Friederike Kamann, Gerhard Kern, Gaston Kirsche, Ulrich Klan, Uli Klemm, Arno Klönne, Jochen Knoblauch, Marianne Kröger, Ralf G. Landmesser, die autonome LUPUS-Gruppe Frankfurt, Ulli Mamat, Franz-Josef Marx, Jürgen Mümken, Dieter Nelles, Ronald Ofteringer, Syma Popper, Winfried Reebs, Helmut Richter, Andi Ries, Herby Sachs, Boris Scharlowski, Michael Schiffmann, Edo Schmidt, Jochen Schmück, Augustin Souchy, Horst Stowasser, Thea Struchtemeier, Clara Thalmann, Ilija Trojanow, Peter Walter, Wolf Wetzel, Jürgen Wierzoch, Michael Wilk, Siegbert Wolf und Peter-Paul Zahl.
2004 erschien die vorerst letzte Ausgabe. Die Einstellung erfolgte aufgrund zahlreicher anderweitiger persönlicher und beruflicher Verpflichtungen der verbliebenen ehrenamtlichen Redakteure. Die beiden letzten verantwortlichen Redakteure Ries und Haug verabschiedeten sich 2005 mit einem Rundbrief an alle Abonnenten, in dem sie auch einen Nachruf auf den in Zürich 2005 verstorbenen Redakteur Ernst Schein abdruckten, einen Mitarbeiter der Emigrantenzeitschrift Dinge Der Zeit, die von 1947 bis 1997 erschienen war.

## Ziele und Inhalte der Zeitschrift
Der Schwarze Faden wollte ein Diskussionsforum verschiedener libertärer Ansätze werden und auf diese Weise die Theorie des Anarchismus aktualisieren. Des Weiteren sollte die Geschichte des Anarchismus, Gegenkultur, Patriarchat, Antipädagogik, Libertäre Pädagogik, Neoliberalismus und Medienkritik eine wichtige Rolle spielen.
Vom Schwarzen Faden erschienen 78 reguläre Ausgaben sowie die Sondernummern
- Verfall der Arbeit (1985),
- Feminismus-Anarchafeminismus 1 (1988),
- Feminismus-Anarchafeminismus 2 (1997, = Nr. 62) und
- Nostalgie-Ausgabe (1985, mit Beiträgen aus den ersten, schnell vergriffenen Ausgaben).

Neben der Direkten Aktion der FAU und der Graswurzelrevolution war der Schwarze Faden die wichtigste Zeitschrift zum Thema Anarchismus.

## Literatur

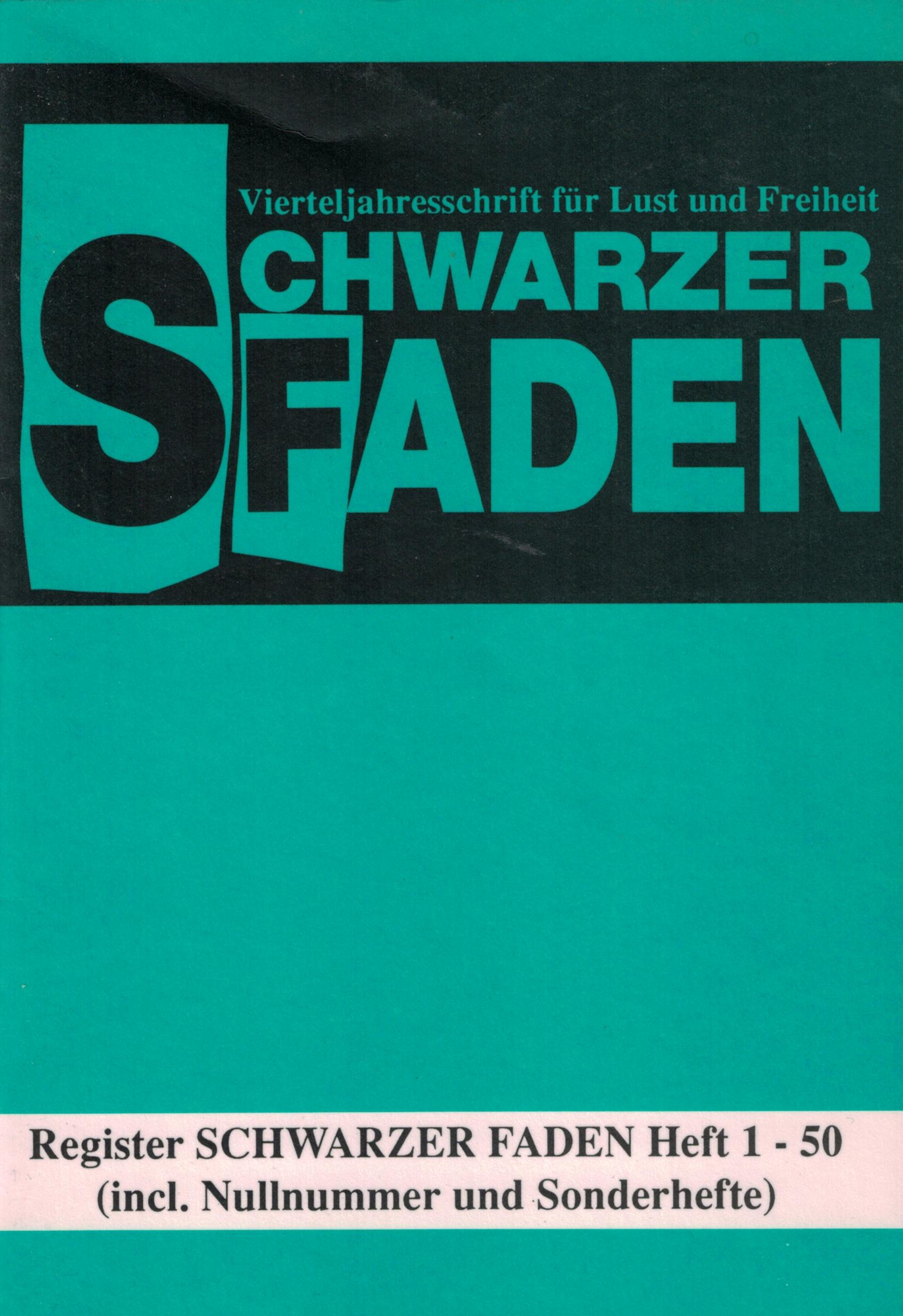
Register Heft 1–50 von Jochen Knoblauch von 1995